# Stadhuis van Workum
Het stadhuis van Workum is een voormalig stadhuis in Workum in de Nederlandse provincie Friesland.

## Beschrijving
Het oudste deel van het gebouw is uit de 15e eeuw. In 1727 kreeg het nieuwe gevels en een ander dak naar ontwerp van Simon Galtema. Op de zolder bevindt zich een cachot. De toegang is via een trap met bordes (1953). Het beschilderd goudleerbehang en het stucplafond in de raadzaal dateren uit 1773.
Bij de gemeentelijke herindeling van 1984 werd het gemeentehuis van Nijefurd. Na het opgaan in de gemeente Súdwest-Fryslân in 2011 heeft het gebouw geen functie van gemeentehuis meer.
Het voormalige stadhuis staat aan de Merk. Het naastgelegen pand is het ‘Friese Huisje’ dat in 1620 aan het stadhuis werd toegevoegd. Verder staan er de waag en de Grote of Sint-Gertrudiskerk.

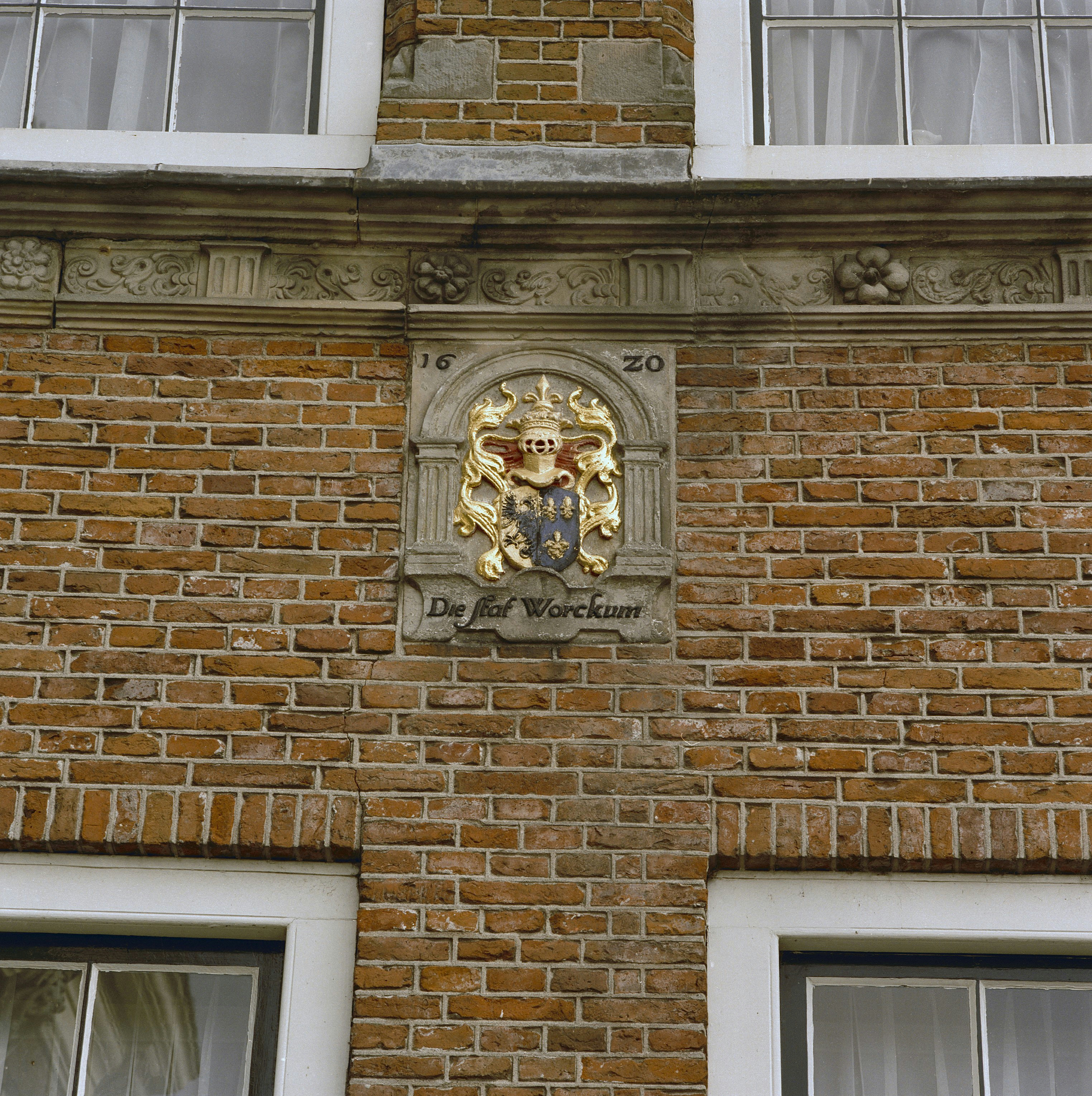
Gevelsteen
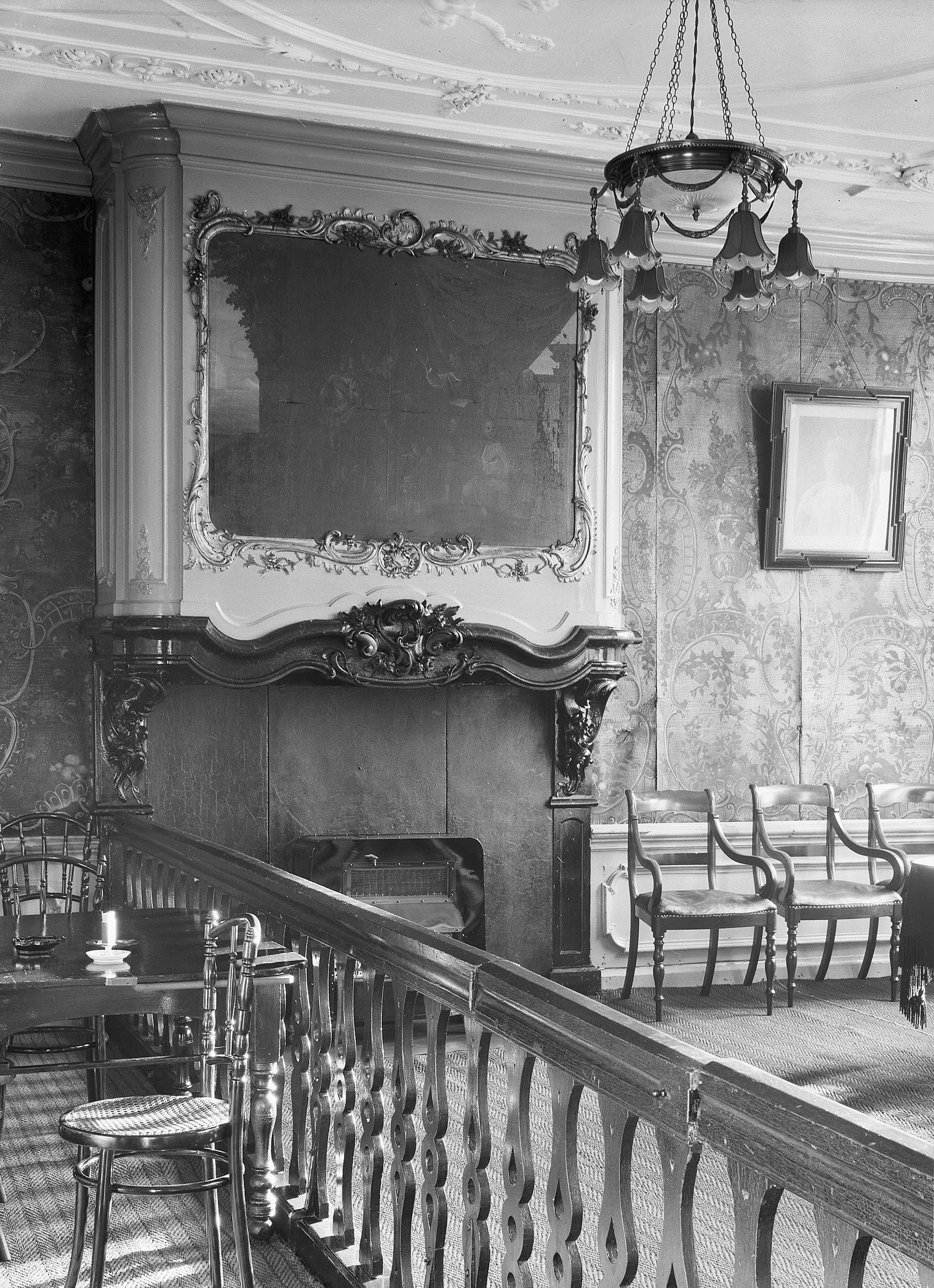
Raadzaal in 1939

Bolsward · 
Dokkum ·
Franeker ·
Harlingen ·
Hindeloopen ·
IJlst ·
Leeuwarden ·
Sloten ·
Sneek ·
Stavoren ·
Workum